# Halo 3: ODST
Halo 3: ODST — самостійний додаток до відеогри Halo 3, розроблений Bungie та виданий Microsoft Game Studios 22 вересня 2009 року. Покращена версія для Xbox One вийшла 30 травня 2015 року, а для ПК — 22 вересня 2020 року. І на Xbox One, і на ПК додаток виходив у складі The Master Chief Collection.
На відміну від перших трьох ігор, у додатку гравець приймає роль не Майстра Чіфа, а орбітального шокового десантника (англ. Orbital Drop Shock Trooper, ODST), відомого як просто Новачок (The Rookie). Події гри відбуваються до подій Halo 3 і одночасно з подіями Halo 2 після руйнування міста Нова Момбаса. Новачок втрачає зв'язок з іншими членами команди при висадці та повинен дізнатися що з ними сталося за допомогою ШІ на ім'я Суперінтендант, відповідального за технічну підтримку міста.
До гри було випущено приквел у вигляді коміксу «Halo: Helljumper», який виходив впродовж 2009 року і тримав 5 частин.

## Ігровий процес
Хоча ігровий процес додатка подібний до ігровий процес попередніх ігор серії, гравець приймає роль не суперсолдата, а звичайної людини, що бореться з іншопланетними ворогами у місті Нова Момбаса в Кенії. Оскільки головний герой не є «Спартанцем», він одягнений у звичайну десантну броню, а не екзоскелет типу «Мьйольнір». Стиль гри дещо відрізняється, адже гравцеві доводиться воювати обережніше через підвищену загрозу з боку ворога. На відміну від попередніх ігор серії, ігровий процес нелінійний, передбачаючи різні шляхи вирішення того самого завдання.
Головною метою гри є пошук в руїнах Нью-Момбаси зниклих товаришів. Виявивши який-небудь доказ (наприклад, чиюсь зброю), гра переходить на стадію спогадів, і гравець бере роль зниклого солдата. Halo 3: ODST є першою грою серії в якій відсутні еліти і Потоп. Ця гра також друга (після Halo Wars) де головний герой — не Майстер Чіф.
Кооперативний режим «Firefight» пропонує об'єднати зусилля до чотирьох гравців у протистоянні нападам хвиль солдатів Ковенанту. Гра триває поки всі персонажі гравців не загинуть і поділяється на раунди, хвилі та серії. На учасників виділяється 7 життів, які вони мусять розподілити між собою. Коли раунд завершується, вони збирають боєприпаси і перегруповуються. Для «Firefight» існує 8 карт і ще кілька можна завантажити в складі додаткових наборів.

## Сюжет
Гра починається з обговорення плану штурму корабля Пророка Розкаяння на борту корабля ККОН «Назви своє ім'я» (Say My Name), який знаходиться над Новою Момбасою, членами загону ODST (Голландець, Ромео, Міккі і Новачок). Прибуває командир загону Едді Бак і представляє загону жінку на ім'я Вероніка Дейр. Він не говорить загону, що та є агентом Офісу флотської розвідки (англ. Office of Naval Intelligence, ONI) і його колишньою подругою. Члени загону та Дейр залазять у свої одномісні капсули, які корабель скидає на орбіті. Вони падають крізь атмосферу до флагмана Ковенанту, але за хвилину до зіткнення Дейр змінює траєкторію капсул загону, і вони пролітають повз корабель. Флагман здійснює гіперстрибок, створюючи шокову хвилю і електромагнітний імпульс. У результаті, капсула Новачка стикається з іншою і падає на землю. Отямившись, він вибирається і починає пошуки зниклого загону.
Бак приходить до тями після падіння й пробивається через війська Ковенанту, щоб знайти Дейр. Виявивши її капсулу, він знаходить лише обвуглений шолом. Ромео рятує Бака від Інженера, і обидва вирішують втекти з міста. Капсула Голландця падає біля заповідника, після чого він допомагає десантникам на шляху до міста. Міккі реквізує танк «Скорпіон» і пробивається через ворожу бронетехніку до бульвару в Момбасі. Там він зустрічається з Голландцем, і вони захищають штаб ОФР від Ковенанту, підірвавши міст, щоб затримати ворога. Але ворожих солдатів виявляється занадто багато, і штурмовикам доводиться підірвати будівлю, щоб воно не дісталося прибульцям. На щастя, їх евакуює аерокосмічний човник «Пелікан», після чого вони встановлюють зв'язок з Баком і призначають місце зустрічі на даху поліцейського управління. Прибувши на дах, Бак і Ромео бачать як вороги збивають «Пелікан». Вони рятують Голландця і Міккі і захищаються від ворожого штурму. Але потім з'являється брут-генерал і серйозно ранить Ромео. Загону вдається захопити ворожий транспорт «Фантом», але Бак вирішує повернутися щоб знайти Дейр.
У місті Новачкові допомагає ШІ Суперінтендант, що направляє його до місця розташування Дейр. Разом з нею, вони направляються до центрального процесора Суперінтенданту, в якому знаходиться важлива інформація про ціль пошуків Ковенанту. Пробившись через великі сили Ковенанту, вони добираються до Суперінтенданта і виявляють там Інженера. Дейр пояснює що Інженери є рабами Ковенантів, а цей вирішив перейти на бік людей. Він завантажив всю інформацію з пам'яті в себе. Завдання Дейр — вивести Інженера з міста в безпеці. Новачок, Дейр та Інженер зустрічаються з Баком і їм вдається втекти, незважаючи на величезний опір ворога. Відлітаючи на захопленому «Фантомі», загін спостерігає за тим як Ковенант знищує Нову Момбасу, щоб розкопати схований під нею портал до Ковчега.
Через місяць загін спостерігає за Інженером на орбітальній станції ККОН. Прибуває сержант Ейвері Джонсон і каже, що збирається допитати Інженера. Якщо гру завершити на Легендарній складності, то також буде показана сцена, в якій Пророк Істини спостерігає як інші Інженери розкопують артефакт Предтеч під центральним процесором Суперінтенданта.